# Modèle de Karasek
Le modèle de Karasek est un modèle d’analyse du stress au travail. Il a été développé en 1979 par Robert Karasek, professeur de psychosociologie au département Travail et Environnement de l’Université Lowell au Massachusetts (Boston).   
Sous forme d'un questionnaire, il évalue l'intensité de la demande psychologique à laquelle le salarié est soumis, la latitude décisionnelle qui lui est accordée, le soutien social qu'il reçoit.
La littérature a longtemps été dominée par ce modèle conceptuel, le Job strain model (en), terme pouvant se traduire par stress au travail,. La diffusion et la longévité de ce modèle s’expliquent par le fait que très tôt des études étiologiques ont souligné les effets prédictifs sur la santé cardiovasculaire du job strain.

## Les trois dimensions du modèle
Le modèle de Karasek s'appuie aujourd’hui sur trois dimensions déterminantes devant être évaluées lors de l'étude du lien entre l’environnement de travail et l’individu. À l’origine il s’agissait d’un modèle uniquement bidimensionnel liant la demande psychologique et la latitude (autonomie) décisionnelle. Celles-ci ne suffisant pas à elles seules, en 1982, Karasek se rendant compte de l’importance des relations sociales sur le travail, est venu ajouter une troisième dimension à son questionnaire, à savoir le soutien social. Le but étant évidemment de soulager au maximum les salariés souffrant de Job strain. 

### La demande psychologique[5]
L’exigence professionnelle est le socle de la création de cette première dimension. Le terme d’exigence est en effet apparu comme central dans de nombreuses études portant sur le stress au travail dans les années 1970. C’est pourquoi il s’agit dans cette partie de réduire au maximum la charge psychologique qui peut être imposée au salarié. Il est important d’œuvrer pour une diminution des facteurs pouvant avoir des conséquences très néfastes sur le bien-être mental et psychologique du travailleur. 
En effet, la demande psychologique est surtout axée sur la réalisation des tâches et va donc inclure de nombreux aspects, aussi bien quantitatifs que qualitatifs, tels que les suivants :
- La quantité de travail

- La complexité des tâches

- Les contraintes de temps

- Les demandes contradictoires au sein d’un même travail

- Les imprévus ou interruptions fréquentes

### La latitude décisionnelle[6]
Il s’agit dans cette partie du modèle de faire prévaloir l’autonomie du salarié dans certains domaines. En effet, de nombreuses études ont déjà abouti à la conclusion qu’un manque d’autonomie pourrait être responsable d’un sentiment de stress entrainant lui-même d’autres troubles psychiques ou maladies. Le but étant ici de donner au salarié le pouvoir d’agir, d’exercer un certain contrôle dans son travail tout en favorisant ses aptitudes et sa participation aux décisions.
C’est pourquoi cette dimension se compose elle-même en deux sous-dimensions, à savoir l’utilisation des compétences ainsi que l’autonomie décisionnelle. On entend par l’utilisation des compétences la possibilité pour le travailleur aussi bien d’utiliser ses compétences et qualifications, que d’en développer de nouvelles au sein de son environnement de travail. Puis, l’autonomie décisionnelle implique à son tour la faculté du travailleur à faire son travail, de prendre part ou d’intervenir dans les prises de décisions. 
La jonction de ces deux premières dimensions permet de mettre en avant quatre situations de travail distinctes selon le degré d’autonomie et d’exigence au travail :
| Travail actif   | Travail passif   | Travail détendu | Travail tendu    |
| --------------- | ---------------- | --------------- | ---------------- |
| Forte autonomie | Faible autonomie | Forte autonomie | Faible autonomie |
| Forte exigence  | Faible exigence  | Faible exigence | Forte exigence   |

### Le soutien social[7]
Cette dernière partie ajoutée plus tard au modèle de Karasek, en 1982, rend compte de l’importance du rôle d’un support social accordé au salarié. Le soutien social vient compléter les deux premières dimensions dans la mesure où il est essentiel pour le travailleur de se sentir écouté et compris s’il traverse des difficultés tant relatives aux relations dans son environnement de travail que relatives au travail en général. En effet, des relations conflictuelles avec la hiérarchie ou même des collègues peuvent vite arriver et venir noircir les pensées du travailleur.
L’objectif ici est donc de mettre l’accent sur la nécessité de bons rapports dans le cadre de travail car le contraire peut donner lieu à des effets néfastes non seulement sur le plan psychique mais aussi inévitablement sur le plan physiologique. Il a effectivement été prouvé que les salariés ayant un faible soutien social au travail sont plus susceptibles de connaître des problèmes concernant leur santé. 

## Différentes versions du modèle[8]
Le modèle de Karasek le plus usité en France pour tester les effets des conditions de travail sur les maladies cardio-vasculaires (et leurs précurseurs) comporte 26 items (SUMER - voir détail en en infra).
Mais il en existe en réalité plusieurs versions avec un nombre d’items différents, selon l'échelle retenue :
- 112 items (version longue originale)
- 49 items (version originale de référence)
- 26 items (enquêtes SUMER, 2002-2003 et 2009)
- 31 items (cohorte Gazel, 1997)

### Structuration de l'outil[9]
Le modèle de Karasek est utilisé en Europe, au Canada, aux États-Unis et au Japon, dans des versions différentes.
La version du questionnaire la plus utilisée en France comprend 26 items répartis dans trois échelles différentes :
- Exigences (demandes) psychologiques de la situation de travail : 9 items
- Latitude de décision (9 items), qui peut être subdivisée en deux sous-échelles :   
  - Développement et utilisation des compétences (6 items)
  - Autonomie de décision (3 items)
- Soutien social (8 items), qui peut être divisé en deux sous-échelles :
  - Soutien des collègues (4 items)
  - Soutien des supérieurs hiérarchiques (4 items)

Certaines études ajoutent une quatrième échelle : les contraintes physiques au poste de travail (5 items).

### Version de référence
L’outil est également utilisé dans sa version de référence comportant 49 questions explorant les dimensions suivantes : 
- latitude décisionnelle (19 items) ;
- demande psychologique et charge de travail mentale (8 items) ;
- soutien social (11 items) ;
- exigences physiques (5 items)
- insécurité du travail (6).

Il est possible d’utiliser une version abrégée de 27 questions ou de sélectionner les questions ne portant que sur les deux dimensions principales du modèle de Karasek (demande psychologique et latitude décisionnelle), soit 18 items.
Certaines versions du questionnaire francisé validé comportent 29 questions.

## Un exemple d’application: l’enquête SUMER de 2003
L’enquête SUMER de 2003 est une enquête nationale transversale périodique, réalisée par la DARES du ministère du travail et menée par la Direction de l’animation de la recherche, la Direction des relations de travail qu’est l’inspection médicale du travail et grâce à la collaboration d’un réseau de médecins et d’inspecteurs régionaux du travail ainsi que des médecins du travail volontaires,.
Cette enquête se base sur l’évaluation du questionnaire de Karasek, mesurant l’exposition aux facteurs psychosociaux au travail en France, et notamment au Job Strain à travers les deux facteurs de Karasek, que sont, la demande psychologique ainsi que la latitude décisionnelle. Pour cette enquête a été ajouté le facteur du soutien social.
Les objectifs de l’enquête SUMER de 2003 sont de fournir les expositions aux facteurs psychosociaux au travail d’après le modèle de Karasek dans la population salariée française pour identifier les potentiels groupes à risques notamment à travers le genre, la profession et le secteur d’activité dans le but de fournir une cartographie des expositions professionnelles pour la population salariée française.
Le champ couvert par cette enquête, comprend l’ensemble des salariés du régime agricole, des hôpitaux publics, de la Poste, de la SNCF et d’Air France. En revanche sont exclus certains secteurs comme les Mines ou France Telecom, etc.
Concernant le protocole de l’enquête, des médecins du travail ont tiré au sort des personnes pour les enquêter, parmi les salariés venus en visite périodique à la médecine du travail. Pour chaque salarié tiré au sort, le médecin du travail devait remplir le questionnaire principal de l’enquête et pour un salarié sur deux, était proposé un questionnaire auto-administré, comprenant notamment le ressenti des situations de travail de Karasek. Les questionnaires étaient anonymes, seul le médecin conservait la liste des salariés ayant été interrogés ainsi que les coordonnées pour le suivi de l’enquête. Cette enquête a reçu l’accord de la CNIL. L’échantillon total était de 49 984 salariés. L’auto-questionnaire a été proposé à 25 380 salariés sur les 49 984, et ont accepté d’y répondre 24 486 d’entre eux, soit un taux global de participation de 96,5%, dont 14 241 hommes et 10 245 femmes. Les variables prises en compte pour l’étude parmi celles du questionnaire principal sont les suivantes : Sexe du salarié, âge (par tranches d’âge de dix ans), secteur d’activité de l’établissement employeur, la taille de l’établissement en cinq catégories: <10, 10-49, 50-199, 200-499 et 500 et plus. Parmi les questions de l’auto-questionnaire, la demande psychologique (9 items) et la latitude décisionnelle (8 items), ont été retenues. Plus la demande psychologique est forte et la latitude décisionnelle faible, plus l’exposition au Job Strain est importante.
Les résultats de cette enquête constituent une base de données nationale utilisée, entre autres, pour prévenir de ces risques sur le plan juridictionnel ainsi que sur la législation du travail,.
D’autre part, les données de l’enquête SUMER ont été pondérées pour estimer les moyennes et les prévalences d’exposition et également les variances. Ces résultats permettent de relever les différences d’exposition aux facteurs psychosociaux au travail selon les professions, secteurs d’activité et genre. Ont été observé, des différences significatives en fonction des professions, à savoir que la demande et la latitude augmentent à mesure que la profession augmente, peu importe le sexe. D’autre part, la prévalence au Job Strain diminue à mesure que la profession augmente. Aucune différence n’est observée entre les professions concernant le soutien social. Est observé au travers des variables une prévalence totale au Job Strain de 23,24% avec une importante différence entre hommes et femmes, les femmes étant exposées à une prévalence au Job Strain plus fréquente. Elles sont exposées plus fréquemment à une forte demande psychologique associée à une faible latitude décisionnelle. De fait, elles sont plus exposées au Job Strain que les hommes. On note également des différences marquées concernant la latitude et de la demande et l’exposition au Job Strain suivant le gradient social.
Il est important de souligner que cette enquête nationale, bien que fournissant une grande base de données, n'est pas d’emblée représentative, car des secteurs d'activité ne sont pas représentés et également car l’échantillon est constitué sur la base de la participation volontaire des médecins du travail,.

## Les limites et critiques du modèle
Kristensen (1995) a dressé un bilan sur les limites du modèle Karasek. Le modèle rencontre ses limites à titre théorique ou méthodologique.
Le modèle est trop simple et généraliste pour être utilisé en situation sur le lieu de travail. Il ne propose que 3 dimensions :
- la demande psychologique ;
- la latitude décisionnelle ;
- soutien social ;
De même, que la latitude décisionnelle n’est composée que deux sous-dimensions qui ne sont pas forcément en rapport :
- l’autonomie décisionnelle
- le niveau de compétences
De plus, il omet de prendre en compte des différences individuelles dans le milieu professionnel. Aussi, il ne propose pas une évaluation des relations hiérarchiques au sein de l’organisation professionnelle.
Le modèle est conçu afin d’évaluer le stress qu’engendre le milieu professionnel mais il n'intègre pas les différents impacts spécifiques des divers types de latitude décisionnelle et des demandes de travail. 
En somme, ce questionnaire ne répond pas à toutes les situations de travail, son utilisation seule ne suffit pas, dans ce cas on évalue la perception des situations de travail stressantes et non de mesurer un niveau de stress en soi.